# Hofkapelle (Preinersdorf)

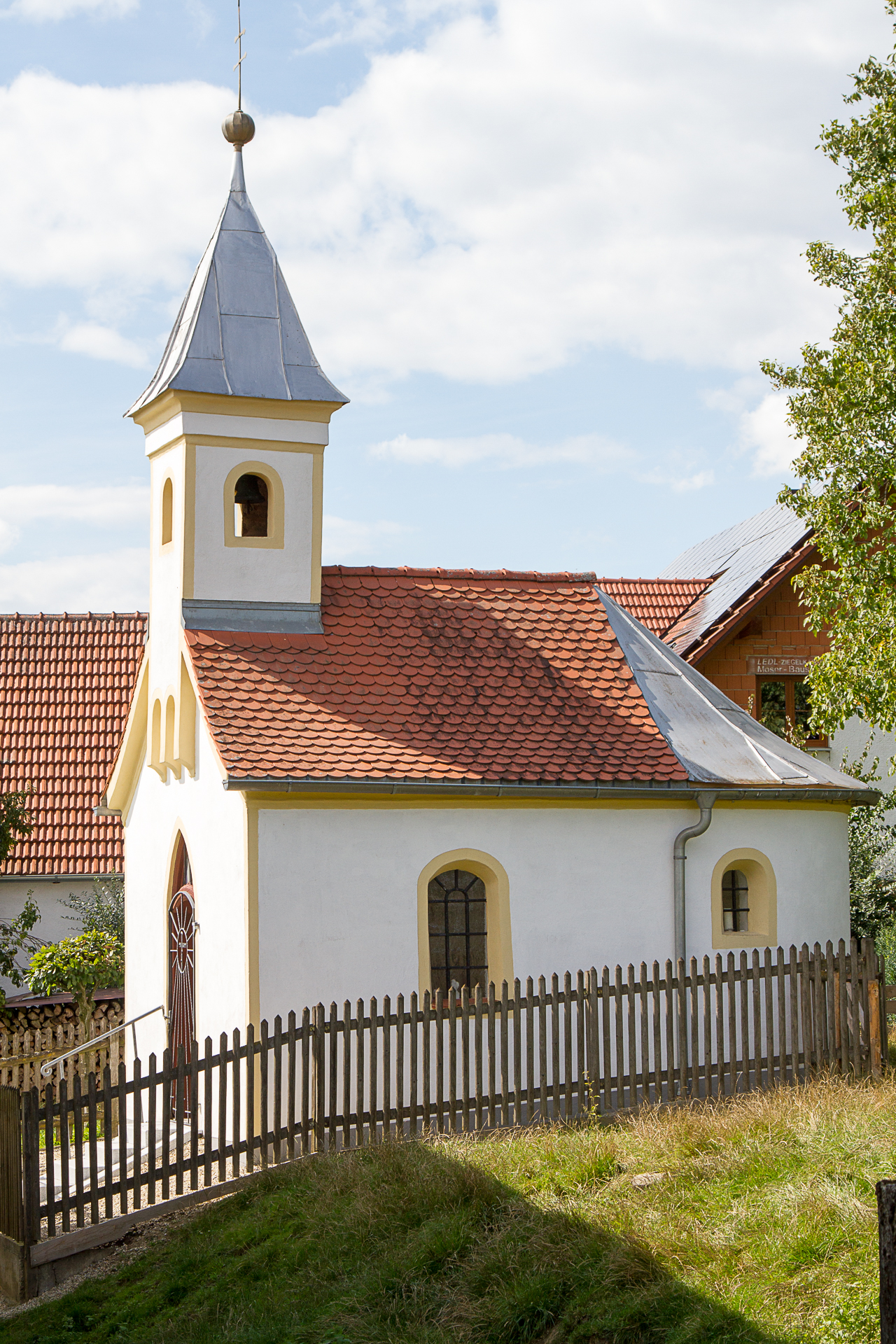
Hofkapelle in Preinersdorf

Die Hofkapelle in Preinersdorf, einem Gemeindeteil von Schweitenkirchen im oberbayerischen Landkreis Pfaffenhofen an der Ilm, wurde 1847 errichtet. Die Kapelle, die zum Anwesen Sankt-Arno-Weg 3 gehört, ist ein geschütztes Baudenkmal in Bayern.
Der verputzte Satteldachbau mit halbrundem Schluss, eingezogem Chor und Giebelreiter mit Zeltdach ist innen flach gedeckt. Der Giebelreiter ist mit der Jahreszahl 1907 bezeichnet. 
Die Ausstattung besteht aus einem bäuerlichen Altar im Stil des Barocks.